# Марцел Родман
Марцел Родман (словен. Marcel Rodman — Родине, 25. септембар 1981) професионални је словеначки хокејаш на леду који игра на позицијама центра и десног крила.
Члан је сениорске репрезентације Словеније за коју је на међународној сцени дебитовао на светском првенству 2001. када је Словенија играла у првој дивизији. Био и део словеначког олимпијског тима на ЗОИ 2014. у Сочију.
Његов млађи брат Давид такође је професионални хокејаш и словеначки репрезентативац.